# Jens Hentschel-Thöricht

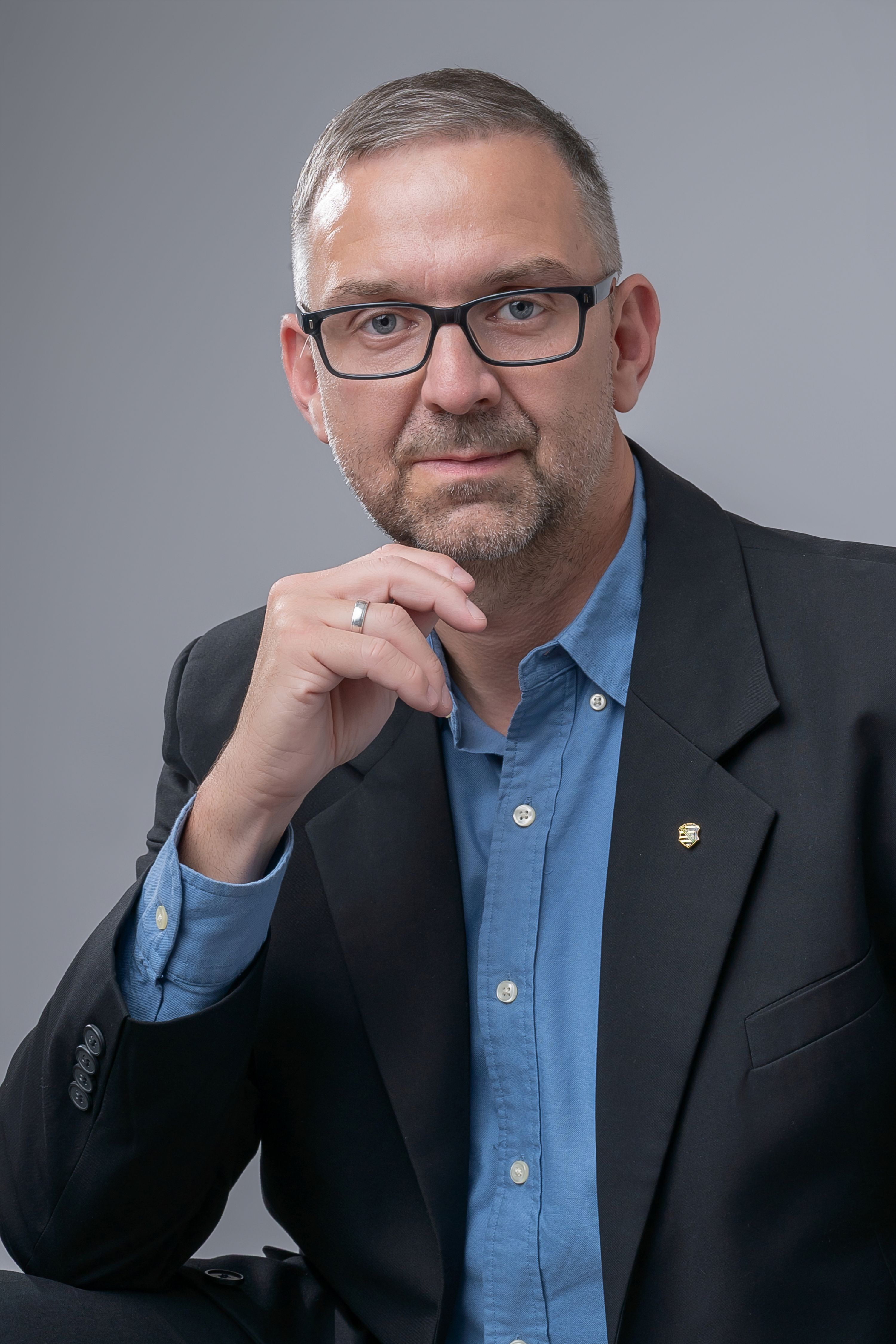
Jens Hentschel-Thöricht (2024)

Jens Hentschel-Thöricht (* 13. Februar 1978 in Zittau) ist ein deutscher Politiker (BSW, zuvor Die Linke). Er ist seit 2024 Mitglied des Sächsischen Landtags.

## Leben und Beruf
Nach dem Abitur 1996 und dem Zivildienst machte er 1997 bis 1999 eine Ausbildung zum Bankkaufmann und war bis 2007 Angestellter in einer Bank. Zwischen 2007 und 2020 arbeitete er für verschiedene Bundestags- und Landtagsabgeordnete. Von 2020 bis 2024 war Hentschel-Thöricht in der Stadtverwaltung von Seifhennersdorf tätig. Seit 2010 arbeitet er als ehrenamtlicher Richter am Arbeitsgericht Bautzen.
Hentschel-Thöricht ist verheiratet und hat drei Kinder.

## Politik
Im Jahr 2004 trat Hentschel-Thöricht der Partei Die Linke bei und war zwischen 2008 und 2024 Mitglied der Linksfraktion im Kreistag des Landkreises Görlitz. Zwischen 2011 und 2022 war er zudem für Die Linke Mitglied im Stadtrat von Zittau.
2024 wurde Hentschel-Thöricht Mitglied des Bündnis Sahra Wagenknecht und nach der Kommunalwahl 2024 Teil der BSW-Fraktion im Görlitzer Kreistag sowie erneut Mitglied im Stadtrat von Zittau. Bei der Landtagswahl 2024 belegte er den 13. Listenplatz der BSW-Landesliste und wurde somit Mitglied des 8. Sächsischen Landtags.